# Гіпохижак

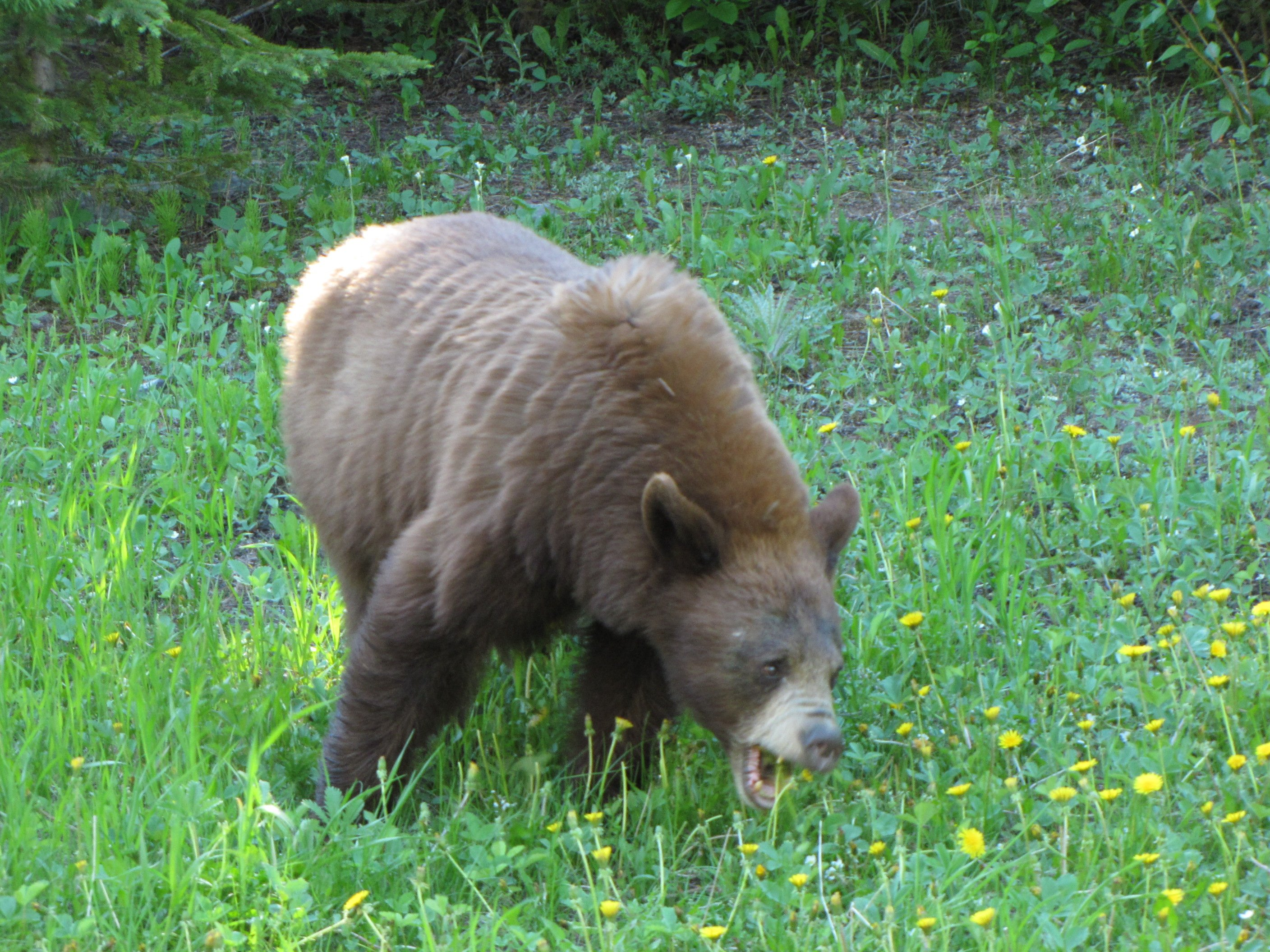
Чорний ведмідь, що їсть кульбаби – приклад гіпохижака

Гіпохижак — це тварина, яка споживає менше 30% м'яса для свого раціону, більшість якого складається з грибів, фруктів та іншого рослинного матеріалу. Прикладами сучасних гіпохижих є ведмідь гризлі (Ursus horribilis), ведмідь барибал (Ursus americanus), бінтуронг (Arctictis binturong), кінкажу (Potos flavus) і людина розумна (Homo sapiens).
Еволюційний поділ м'ясоїдних тварин на три групи, включаючи гіперхижаків і мезохижаків, здається, відбувся приблизно 40 мільйонів років тому. Термін все частіше використовується в описі ранньої еволюції Canidae, і довіра до цієї стратегії виживання має задокументовану історію в північноамериканських Borophaginae протягом міоцену (23,03 до 5,33 млн років тому). Задокументовано, що двадцять п'ять видів гіпохижих тварин спільно зустрічалися на північноамериканському континенті 30 мільйонів років тому. Перехід від гіпер- до гіпо- відбувався принаймні тричі серед олігоценових і міоценових псових Oxetocyon, Phlaocyon і Cynarctus.
Великі гіпохижі тварини (Ursus) були рідкісними і з’явилися в середині-пізньому міоцені-пліоцені, коли Borophaginae вимерли.

## Зубний ряд
Дослідження зубного ряду показує, що об’єм постхижих молярів збільшується у гіпом’ясоїдних, а у гіперм’ясоїдних зменшується. У Prohesperocyon (38—33,9 млн років) спостерігався зсув відносної пропорції між функціями нарізання та подрібнення, що вказує на відхід від їжі хребетних на фрукти.